# Schernfeld
Schernfeld település Németországban, azon belül Bajorországban. Lakosainak száma 3336 fő (2023. december 31.). Schernfeld Weißenburg in Bayern, Pollenfeld, Eichstätt, Dollnstein, Mörnsheim, Solnhofen, Pappenheim és Raitenbuch községekkel határos.

## Népesség
A település népessége az elmúlt években az alábbi módon változott:
| Lakosok száma | 1981 | 1408 | 3073 | 3087 | 3122 | 3181 | 3216 | 3197 | 3300 | 3336 |
|               | 1970 | 1975 | 2012 | 2013 | 2014 | 2016 | 2017 | 2019 | 2022 | 2023 |